# Пульсоксиметр
Пульсокси́метр (англ. pulse oximeter) — медицинский контрольно-диагностический прибор для неинвазивного измерения уровня насыщения кислородом капиллярной крови (пульсоксиметрии).
Существует множество патологий, течение которых сопровождается хроническим недостатком кислорода в крови (гипоксией). В данном случае показатель сатурации кислорода крови требует постоянного наблюдения.

## Принцип действия
В основу метода положено два явления. Во-первых, поглощение гемоглобином (Hb) света двух различных по длине волн меняется в зависимости от насыщения его кислородом. Во-вторых, световой сигнал, проходя ткани, приобретает пульсирующий характер вследствие изменения объёма артериального русла при каждом сердечном сокращении. Пульсоксиметр имеет внешний датчик, в котором находятся источники света двух длин волн: типично 660 нм («красный») и 940 нм («инфракрасный»). Степень поглощения зависит от того, насколько гемоглобин крови насыщен кислородом (каждая молекула Hb способна присоединить максимум 4 молекулы кислорода). Фотодетектором регистрируются изменения цвета крови в зависимости от этого показателя. Усреднённое наполнение отображается монитором пульсоксиметра. Точность измерения данным методом до сих пор является предметом дискуссий. Показания прибора могут заметно отличаться даже при измерении на разных пальцах одной руки.
Существует также специальный вариант пульсоксиметра для измерения уровня карбоксигемоглобина (COHb) и метгемоглобина (MetHb) — CO-оксиметр.
Современный компактный пульсоксиметр может быть выполнен в виде небольшого прибора-«прищепки», надеваемого на палец, мочку уха или крыло носа. Существует процедура дезинфекции пульсоксиметров, применяемых у лиц с подозрением на ООИ, путем трёхкратного протирания 70 % этиловым спиртом с последующим высушиванием.

## История
Первым человеком, разработавший прибор для измерения O2 в крови, стал немецкий врач Карл Маттес (1905—1962).
В 1935 году в Третьем Рейхе он изобрёл двухволновый измеритель насыщения O2 с красными и зелёными фильтрами (позже красными и инфракрасными фильтрами).
В 1940-е прибор был усовершенствован:  американский физиолог Гленн Аллан Милликен создал первый портативный пульсоксиметр. В 1970-е японский учёный Такуо Ояги изучил неинвазивный метод измерения сердечного выброса и обнаружил, что по колебаниям абсорбции света, вызванной пульсацией артериол, можно рассчитать оксигенацию именно артериальной крови. Его исследование в последствии привели к изобретению первого современного коммерчески доступного пульсоксиметра.

## Применение
- оценка функции дыхательной системы
- анестезиология
- хроническая обструктивная болезнь лёгких
- саркоидоз
- туберкулёз
- COVID-19[5]